# Mezinárodní výstava elektřiny

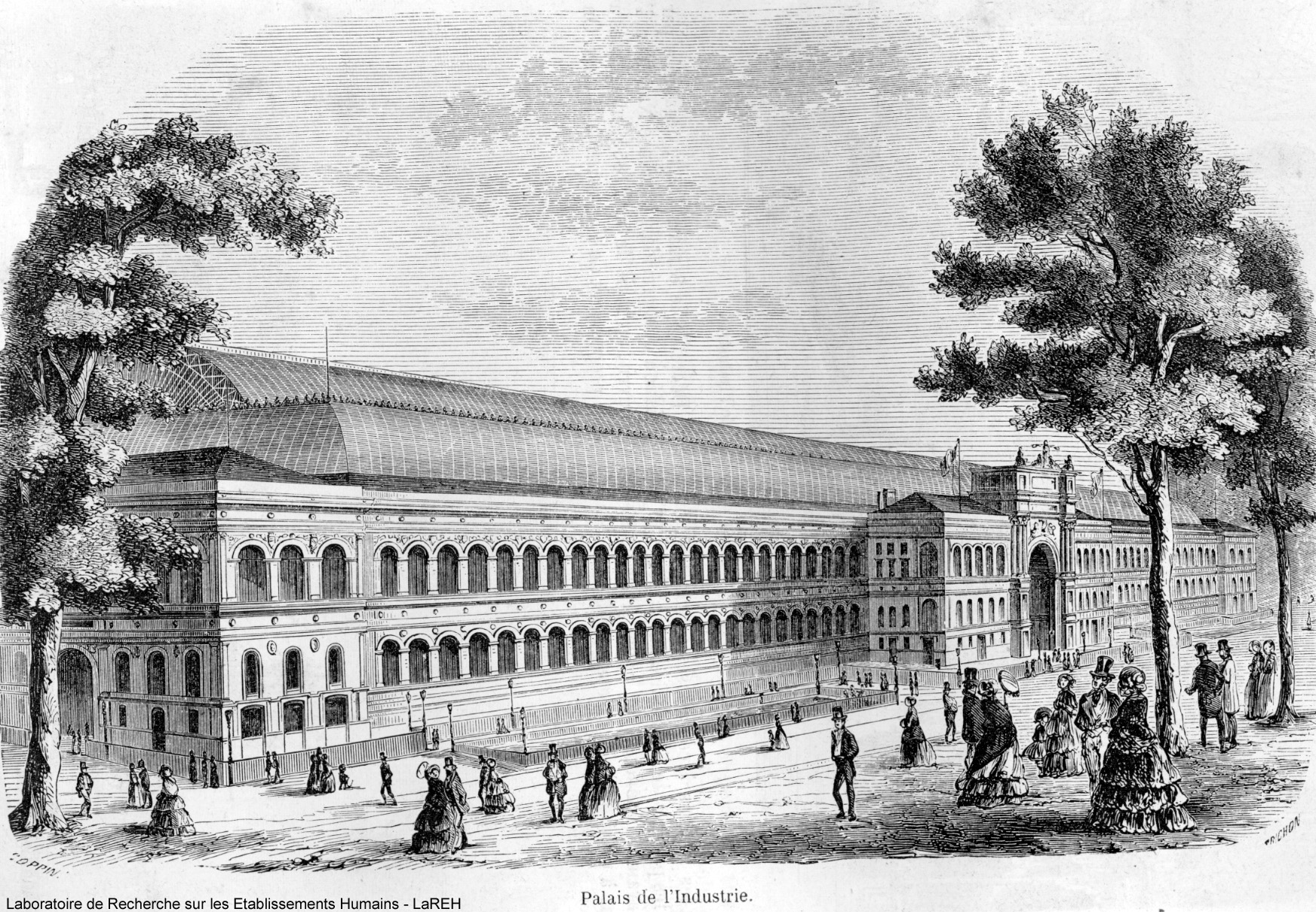
Průmyslový palác, ve kterém výstava proběhla

Mezinárodní výstava elektřiny (francouzsky Exposition internationale d'Électricité) byla výstava, která se konala v Paříži v roce 1881 a byla věnována pokroku v elektřině.

## Historie
Výstava se konala od 15. srpna do 15. listopadu 1881 v Palais de l'Industrie na Avenue des Champs-Élysées. Navazovala na světovou výstavu 1878, kde nebyly objevy v oblasti elektřiny podle jejích zastánců dostatečně prezentovány. Generálním komisařem výstavy byl Georges Berger. Výstava dostala od státu k dispozici Průmyslový palác, ale jinak byla financována ze soukromých fondů. Organizátoři se zajistili proti případné ztrátě oproti světové výstavě 1867 a případný zisk měl být použit ve prospěch vědeckých prací ve veřejném zájmu.
Výstava měla velký ohlas. Veřejnost mohla obdivovat dynamo Zénobe Gramma, žárovky Thomase Alvy Edisona, elektrickou tramvaj Ernsta Wernera von Siemense, telefon Alexandera Grahama Bella, distribuční síť Marcela Depreze, elektromobil Gustava Trouvého aj.
Mezi vystavenými exponáty se nacházely:
- přístroje k výrobě a přenosu elektřiny (soustava pro přenos energie z Lauffenu do Frankfurtu)
- přírodní a umělé magnety (buzola)
- přístroje sloužící k výzkumu elektřiny
- mnoho ukázek využití elektrické energie v praxi v průmyslu, zemědělství a domácnosti (zvuk, vytápění, osvětlení, pokovování, elektrochemie, signalizace, napájení aj.)
- hromosvody

Léon Letrange zde předvedl metodu výroby zinku pomocí elektrolýzy nahrazující starší proces destilace.
V rámci výstavy se v srpnu uskutečnil v Palais du Trocadéro první Mezinárodní elektrotechnický kongres (Congrès international des électriciens).